# Estádio José Alberto Pérez
O Estádio Olímpico José Alberto Pérez é um estádio multi-esportivo localizado em Valera, cidade do estado de Trujillo, na parte ocidental da Venezuela, especificamente  na Região dos Andes. Anteriormente denominado Estadio Luís Loreto Lira, o estádio foi inaugurado em 1976, e sofreu renovações em 2005, 2008 e 2015.
A praça esportiva, usada principalmente para o futebol e atletismo, é onde Trujillanos FC, clube de futebol da cidade de Valera, manda seus jogos na Primera División, a principal competição nacional de clubes do futebol venezuelano. Tem capacidade para aproximadamente 25.000 torcedores.